# Diàspora jueva
La diàspora jueva (en hebreu Galut גלות; en ídix Golus, exili) es refereix a la dispersió dels jueus arreu el món. Originalment es va utilitzar per a referir-se a l'exili dels jueus del Regne de Judà el 586 aC a Babilònia, i després per l'exili provocat per la destrucció de Jerusalem pels romans el 135 dC El terme, però, també es refereix als moviments històrics de la població jueva dispersa, i el seu desenvolupament cultural a les nacions on es van establir. En aquest sentit la fi de la diàspora està representada per la creació de l'estat d'Israel el 1948. La diàspora jueva ha estat una de les principals fonts de creixement i empoderament d'Israel.
A més de representar històricament l'exili del poble, la diàspora està relacionada amb la religió jueva. Primerament es veu com a càstig de Déu pels pecats d'idolatria comesos abans de la captivitat babilònica. També, la Tanakh conté nombroses profecies sobre el retorn del poble a la Terra Promesa dels "confinis de la Terra". D'acord amb algunes profecies de la Tanakh, el retorn anuncia l'arribada del messies. Per això, el concepte de la diàspora, des del seu començament, la seva relació amb un territori físic, i la seva fi, amb el retorn del poble, està lligat a la religió jueva.
El terme "diàspora", en un sentit menys estricte, també es fa servir per a referir-se a la dispersió de qualsevol grup religiós o ètnic fora del seu lloc originari, com en el cas dels gitanos. Des de determinats sectors sionistes, es produeix un fenomen de negacionisme de la diàspora jueva.